# آنگغاکوت
آنگغاکوت (به ارمنی: Անգեղակոթ) یک روستا در ارمنستان است که در استان سیونیک واقع شده‌است.  در ۱۰۸ کیلومتری شمال غرب کاپان، مرکز استان سیونیک واقع شده است.

## خصوصیات
آنگغاکوت ۴۵٫۷۹ کیلومترمربع مساحت و ۱٬۵۸۲ نفر جمعیت دارد و در ارتفاع ۱۸۰۰ متر بالاتر از سطح دریا قرار گرفته است.
| سال   | ۱۸۳۱ | ۱۸۷۷  | ۱۹۰۸  | ۱۹۱۴  | ۱۹۱۹  | ۱۹۳۱  | ۱۹۷۰  | ۱۹۷۹  | ۲۰۰۱  | ۲۰۰۴  |
| جمعیت | ۲۷۶  | ۱٬۱۱۲ | ۲٬۰۵۵ | ۳٬۴۲۰ | ۲٬۹۳۰ | ۱٬۹۳۹ | ۱٬۷۷۹ | ۱٬۷۱۷ | ۱٬۸۶۰ | ۱٬۹۰۹ |

## نگارخانه

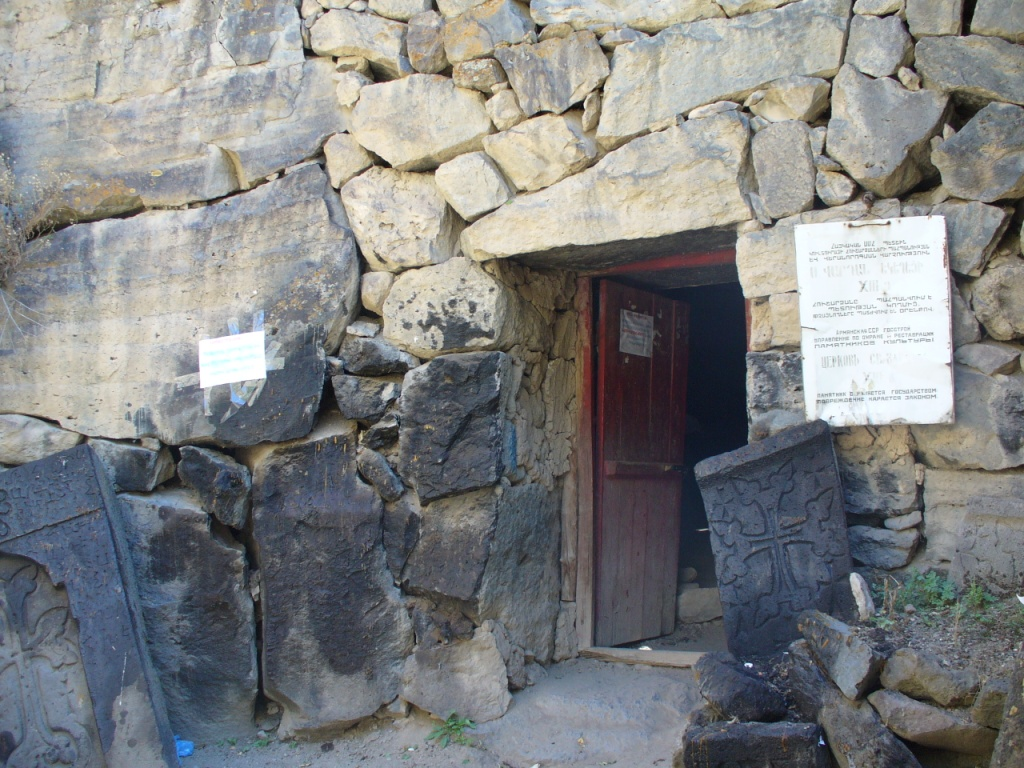
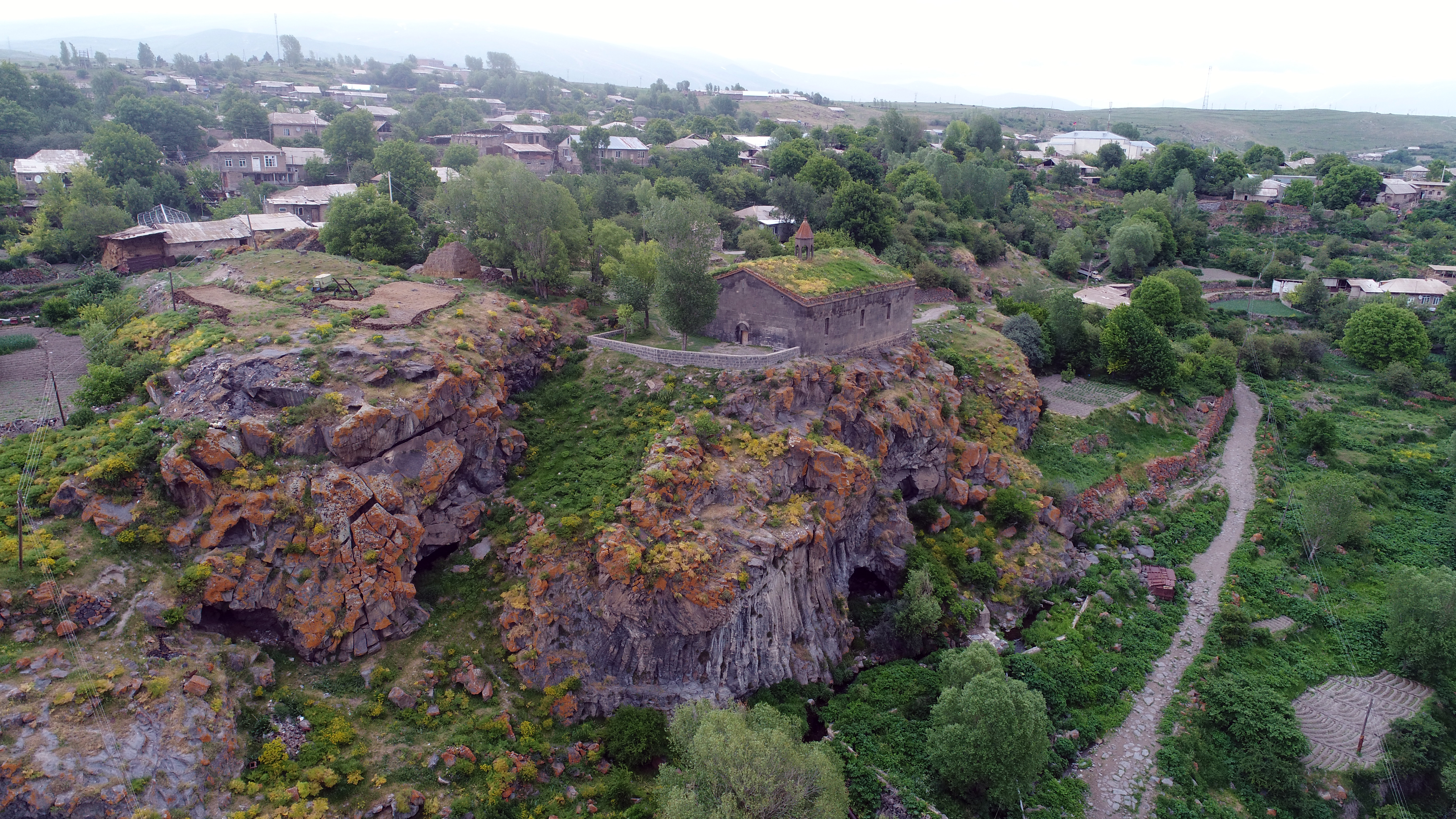
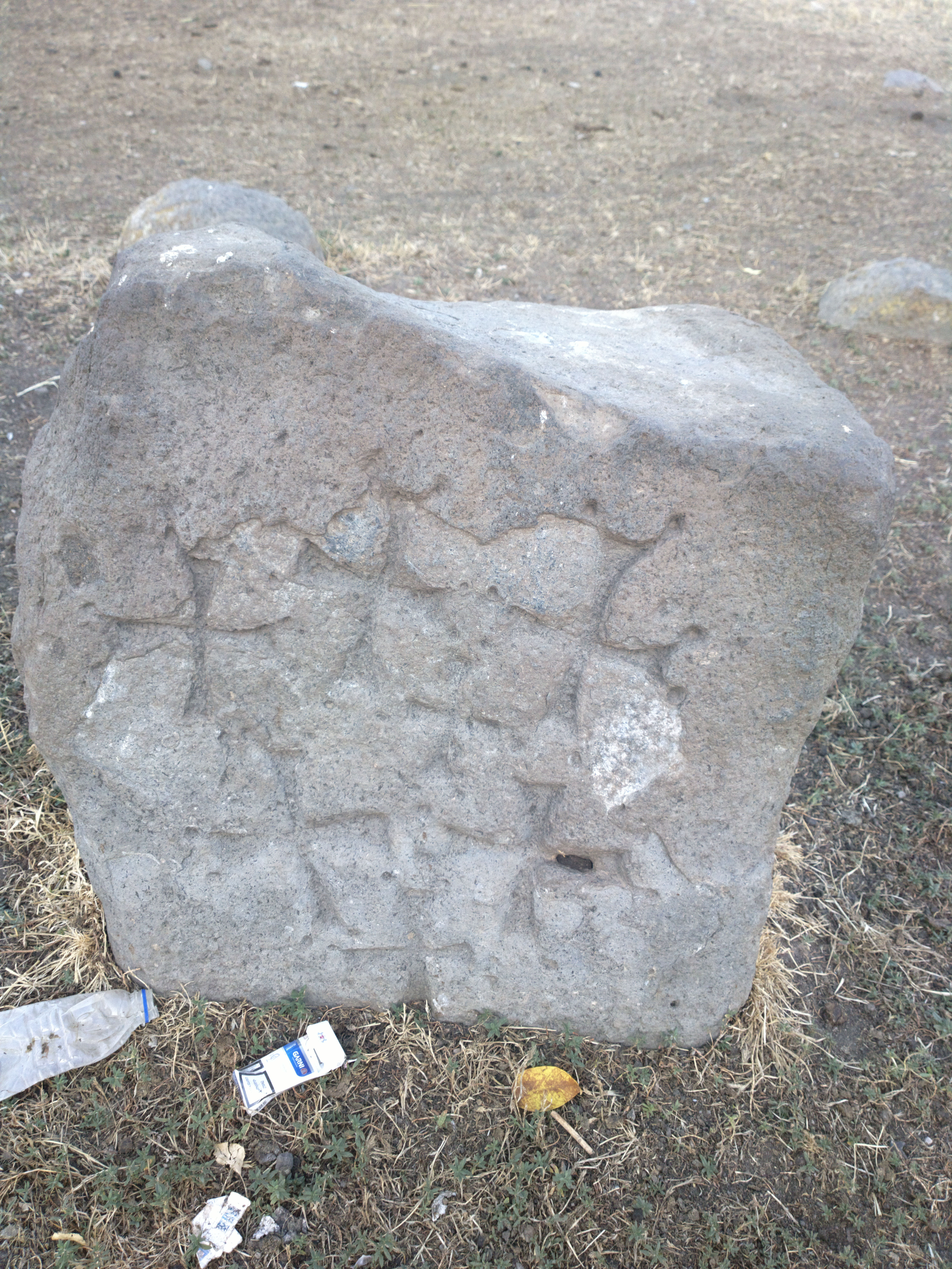
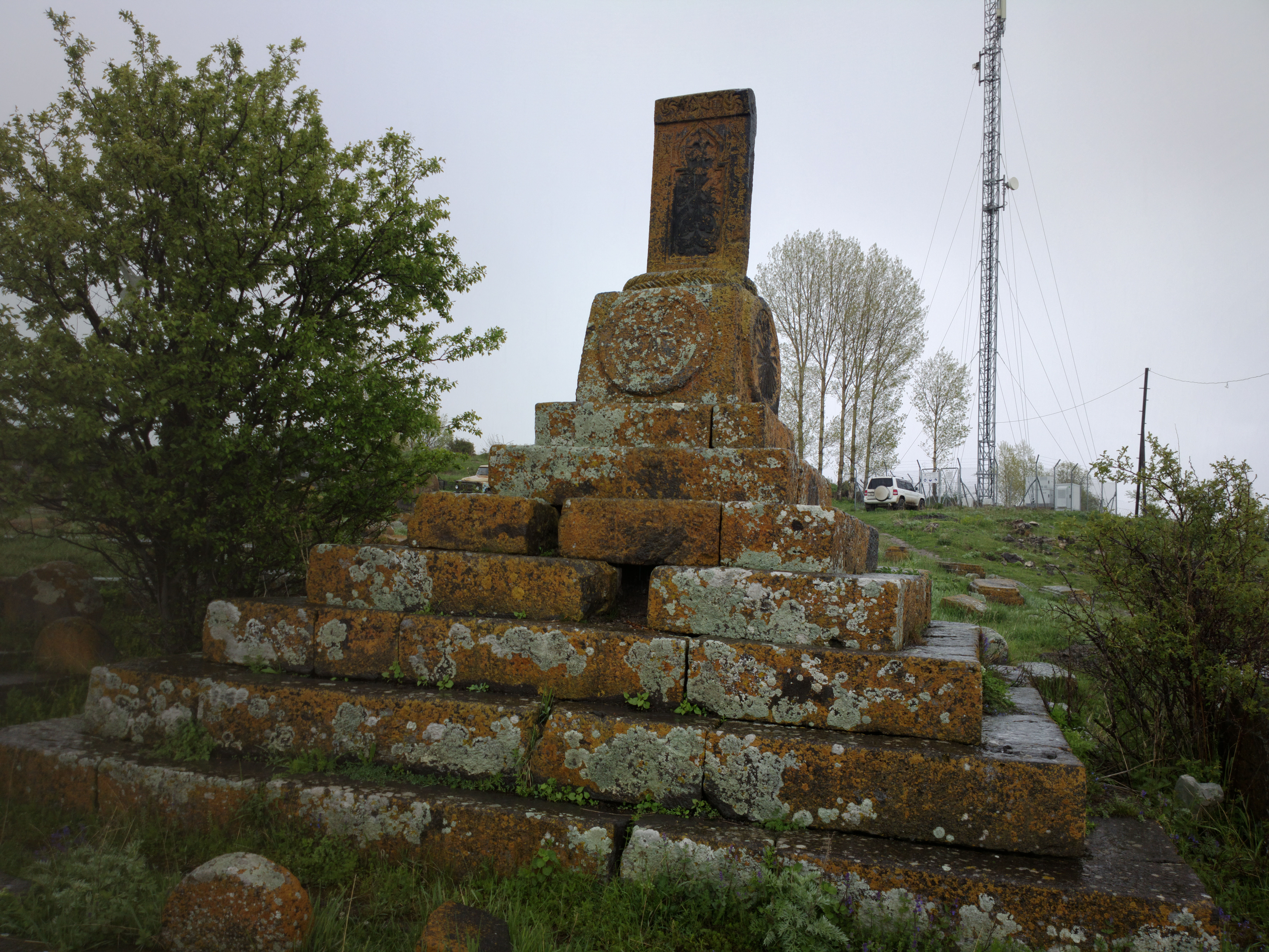
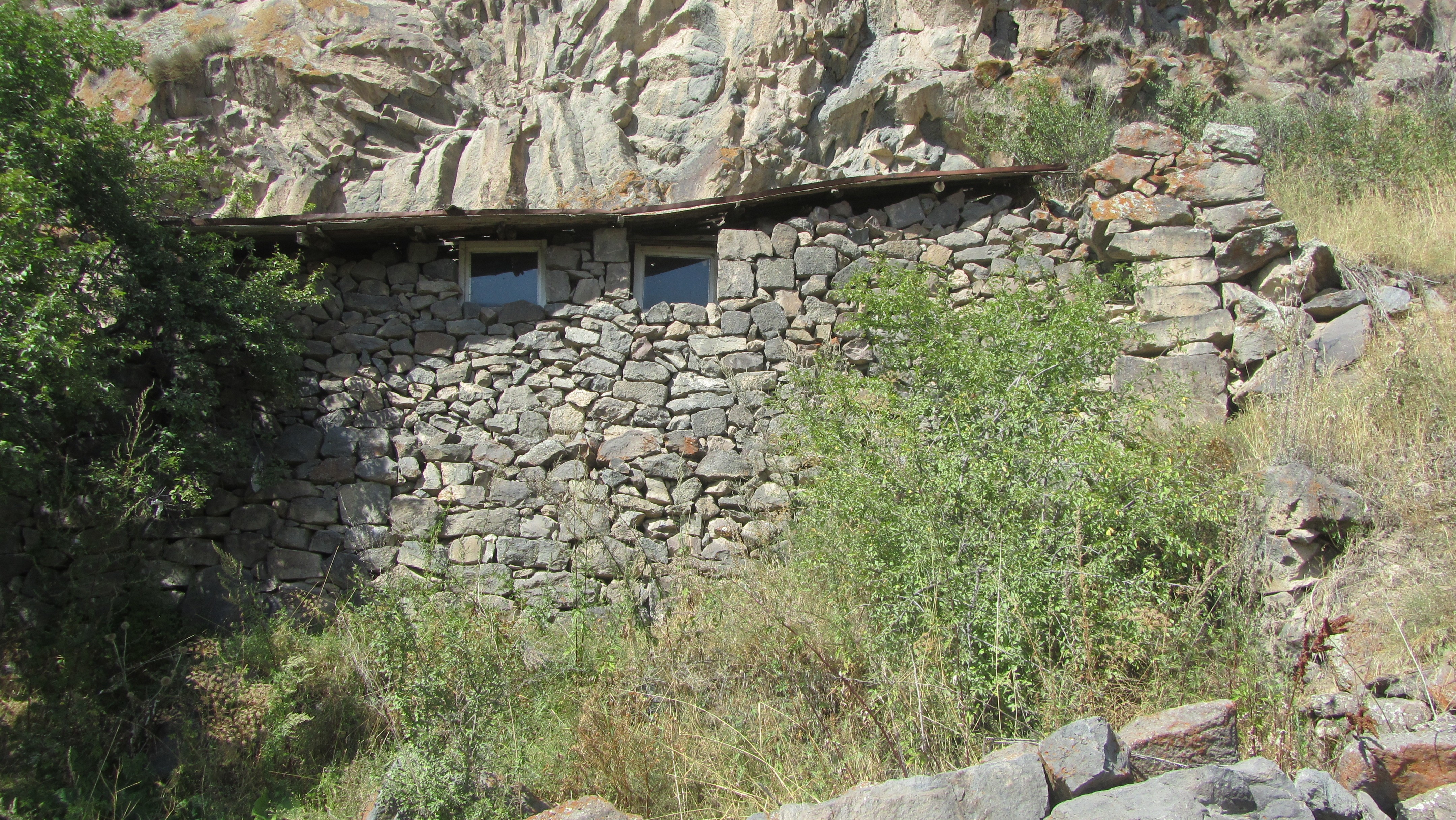
Saint Vardan chapel
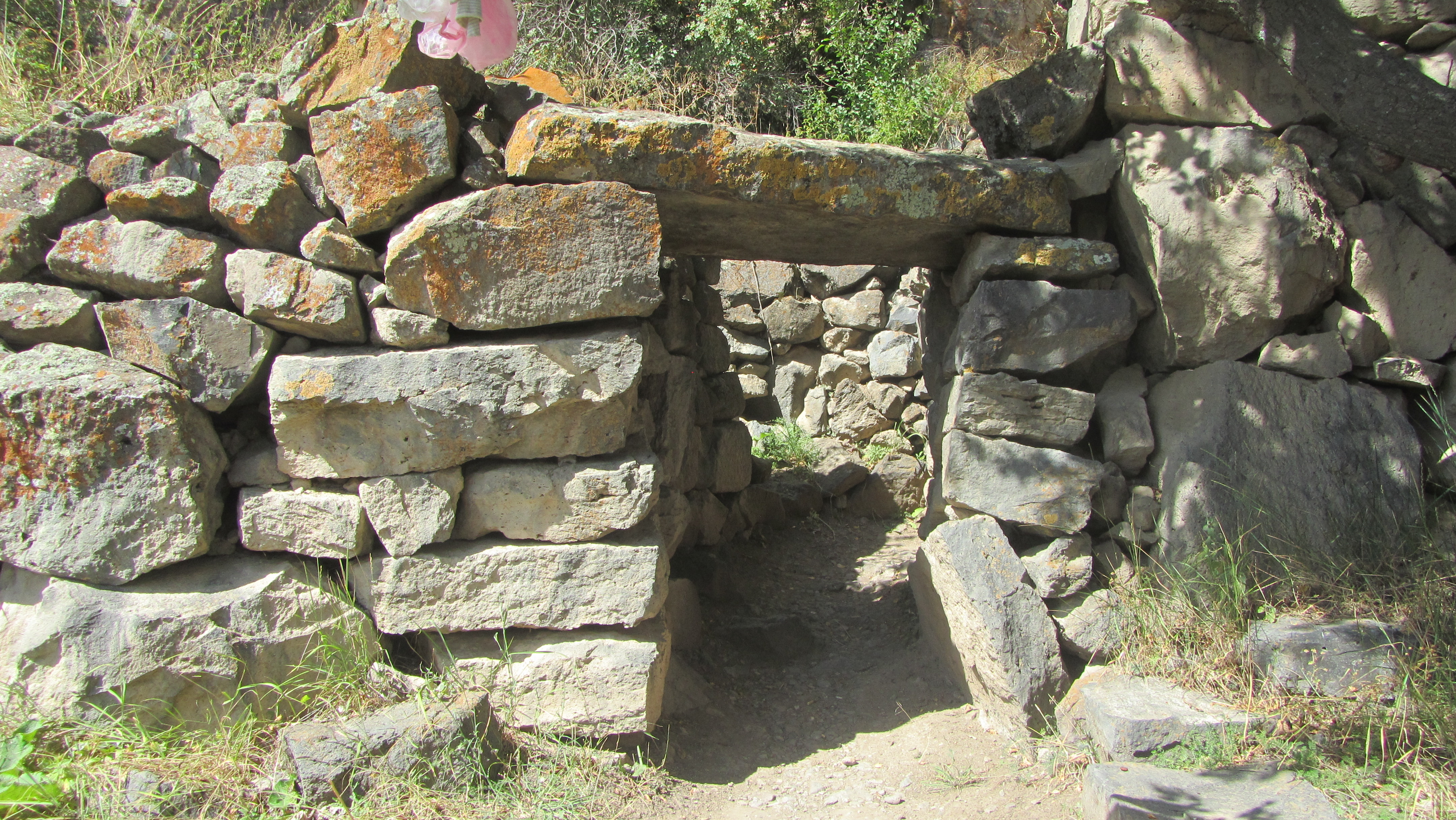
Saint Vardan chapel
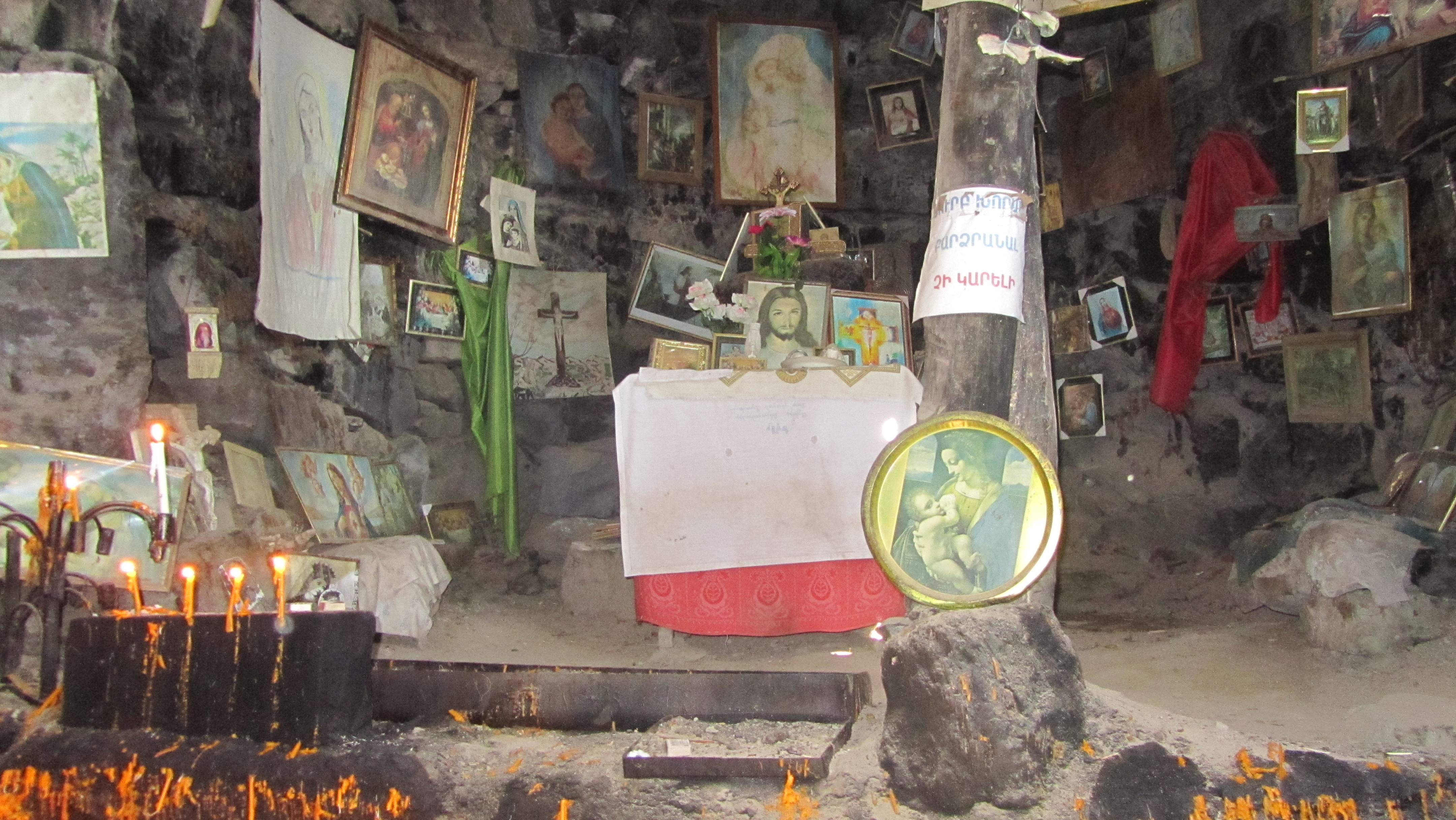
Saint Vardan chapel
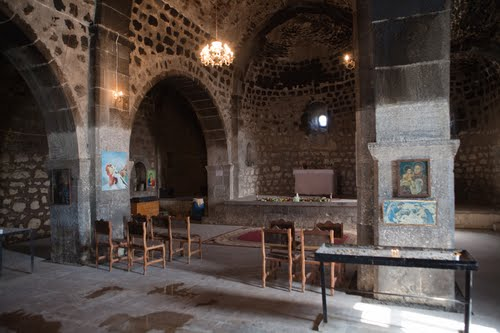
کلیسا در آنگغاکوت
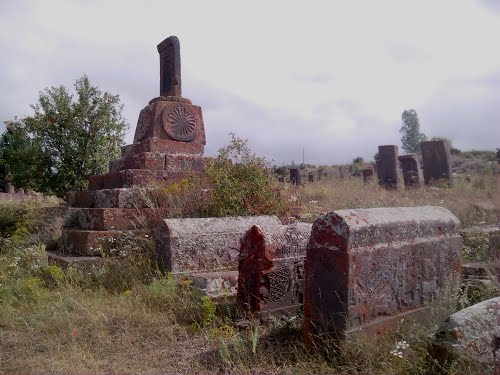
قبر در آنگغاکوت